# Isocriptolepina
La isocriptolepina es un alcaloide 3,4-benzo-γ-carbolínico derivado del triptófano que presenta como estructura heterocíclica la indolo[3,2-c]quinolina. Fue aislado de las raíces de Cryptolepis sanguinolenta (Asclepiadaceae; ubicada ahora como Apocynaceae) Muchos de sus derivados sintéticos bromados tienen actividad antimalárica.

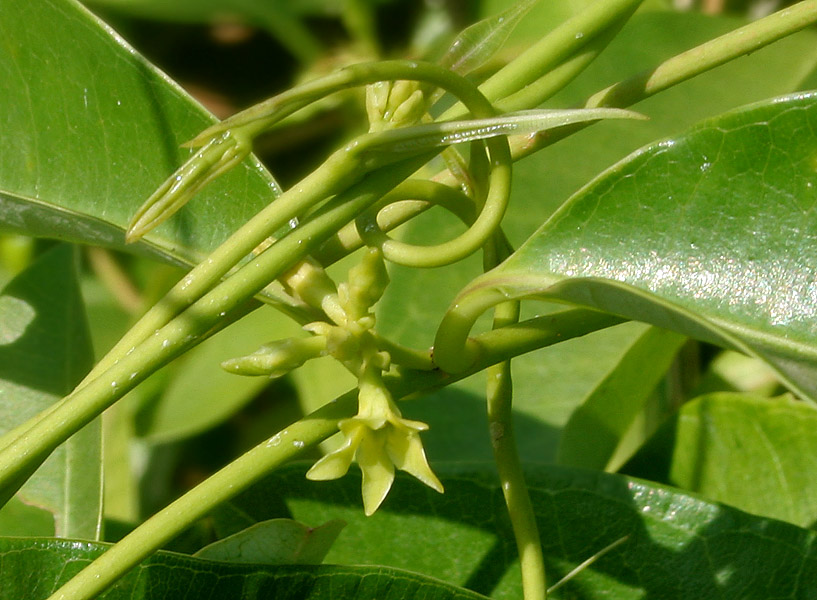
Cryptolepis

## Síntesis
Molina y colaboradores propusieron la síntesis de la isocriptolepina a partir de 4-cloroquinolina y benzotriazol para producir 4-(1-benzotraizolil)quinolina. Este producto es heterociclizado en presencia de ácido polifosfórico (PPA) para formar la 11H-indolo[3,2-c]quinolina, la cual es metilada en el paso final.
Por otro lado, Hayashi y colaboradores propusieron una síntesis a partir de o-yodobenzoato de metilo y ácido (1-butoxicarbonil-2-indolil) borónico de acuerdo al siguiente esquema sintético de 10 pasos

## Datos espectroscópicos
UV: (EtOH) λmax (log e): 238 (4.18), 284 (4.26), 352 sh (3.64).
IR(KBr): νmax cm-l: 1644, 1617, 1460, 1354, 1242, 1123,762, 715, 617;
EIMS(m/z): 232 [M]+ (100%), 217(16), 204(4), 190(10), 116(12), 101 (5), 89(6)